# ハクサンタイゲキ
ハクサンタイゲキ（白山大戟、学名：Euphorbia togakusensis Hayata）は、トウダイグサ科トウダイグサ属に分類される多年草の1種。学名の「togakusensis」は基準標本の生育地である戸隠山に由来する。和名の「ハクサン」は白山に由来する。別名が、ミヤマノウルシ、オゼヌマタイゲキ、オゼタイゲキ。

## 特徴
高さ40-70 cm、地下茎は肥厚する。葉は互生し、質は薄く、狭長楕円形で、長さ5-7 cm、幅1-2 cm、葉の中央には白筋がある。中心の主枝の先には数個の葉が輪生する。この葉は少し短く、幅が広い。この主枝の先は散状に6個の枝に分かれ、枝の先に3個の苞葉が付いて、3個の小枝を出す。小枝の先に2個の小苞葉を付け、間に杯状花序がある。杯状花序は4個の黄褐色の腎臓形の腺体から1個の雌花を伸ばし、鈴のように垂れ下がる。腺体の縁は丸いが、形態が似るヒメナツトウダイは縁の両端は角状。花柱は3個、先に2裂した柱頭がある。花期は6-7月。果実にいぼ状の突起と長くて白い毛が散在する。染色体数は2n=ca52。

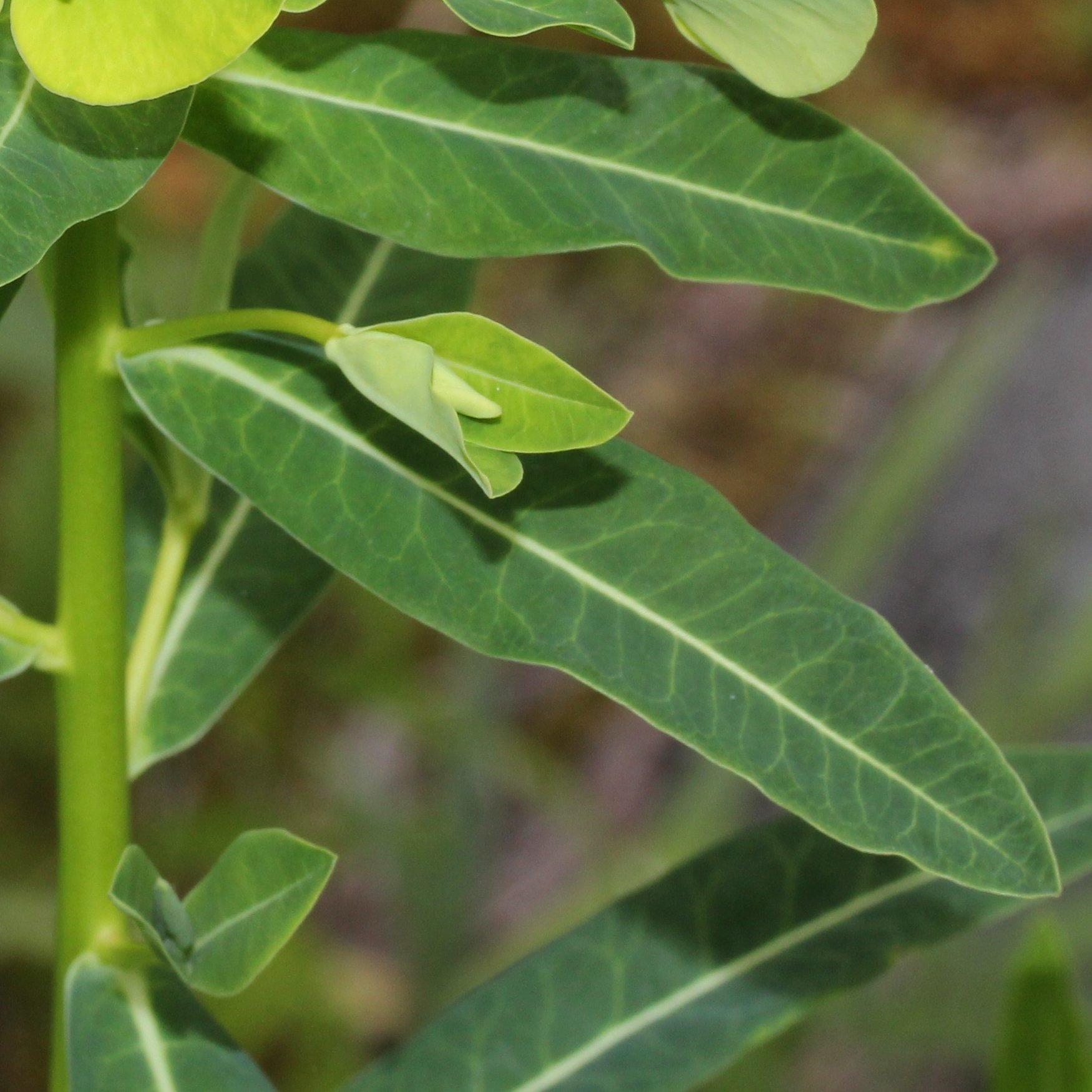
葉は互生し、狭長楕円形、葉の中央には白筋がある
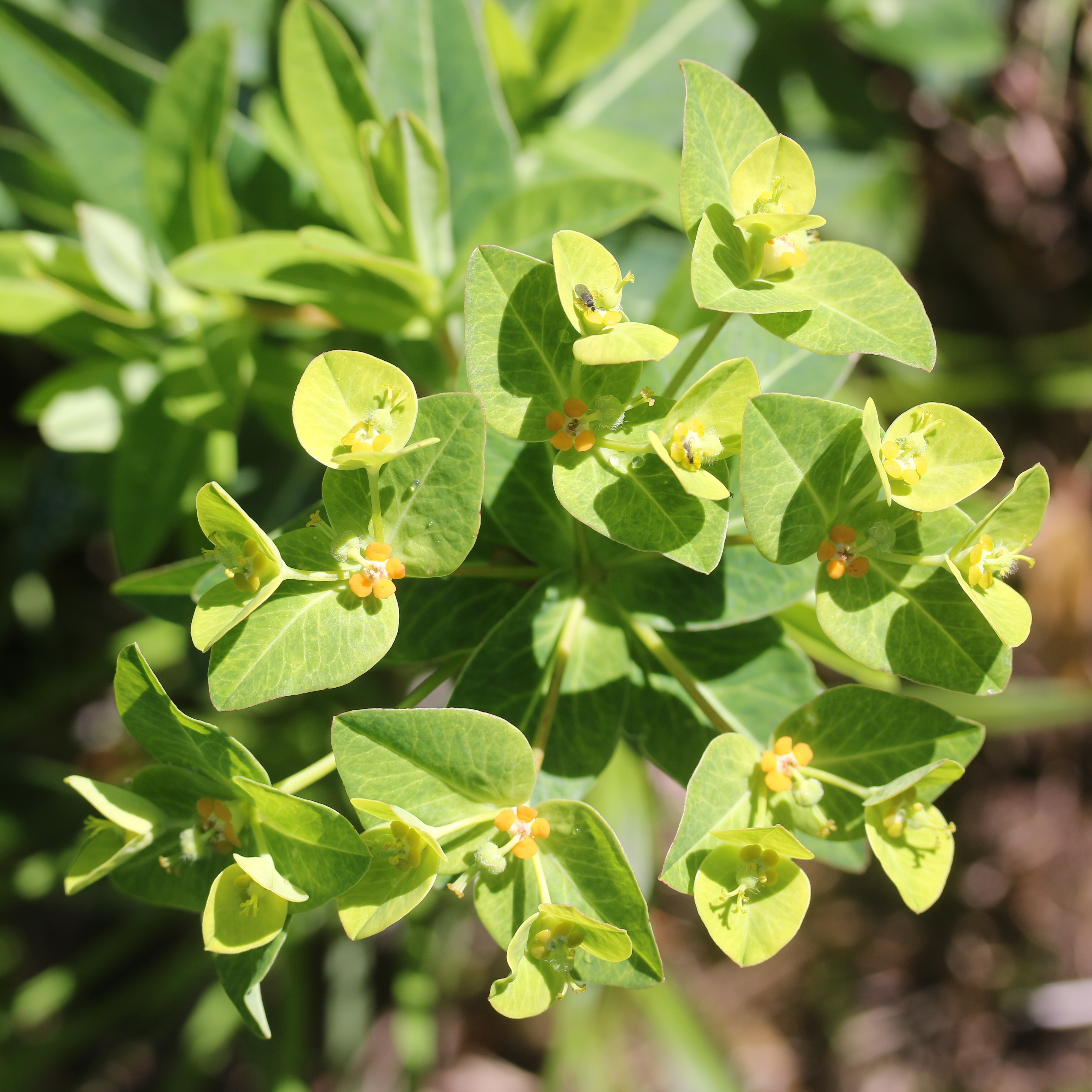
花
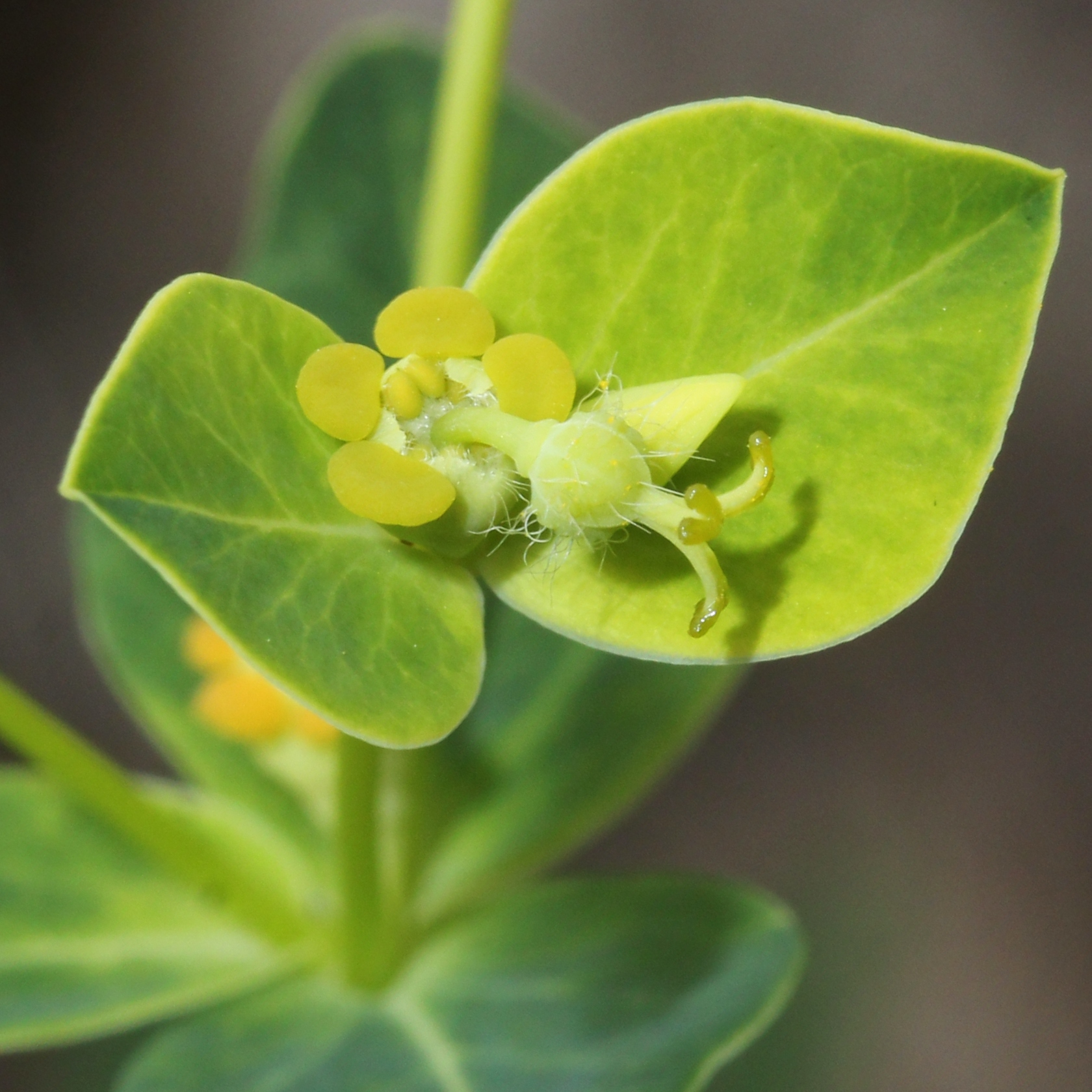
杯状花序、4個の黄褐色の腎臓形の腺体から1個の雌花を伸ばし、花柱は3個、先に2裂した柱頭がある
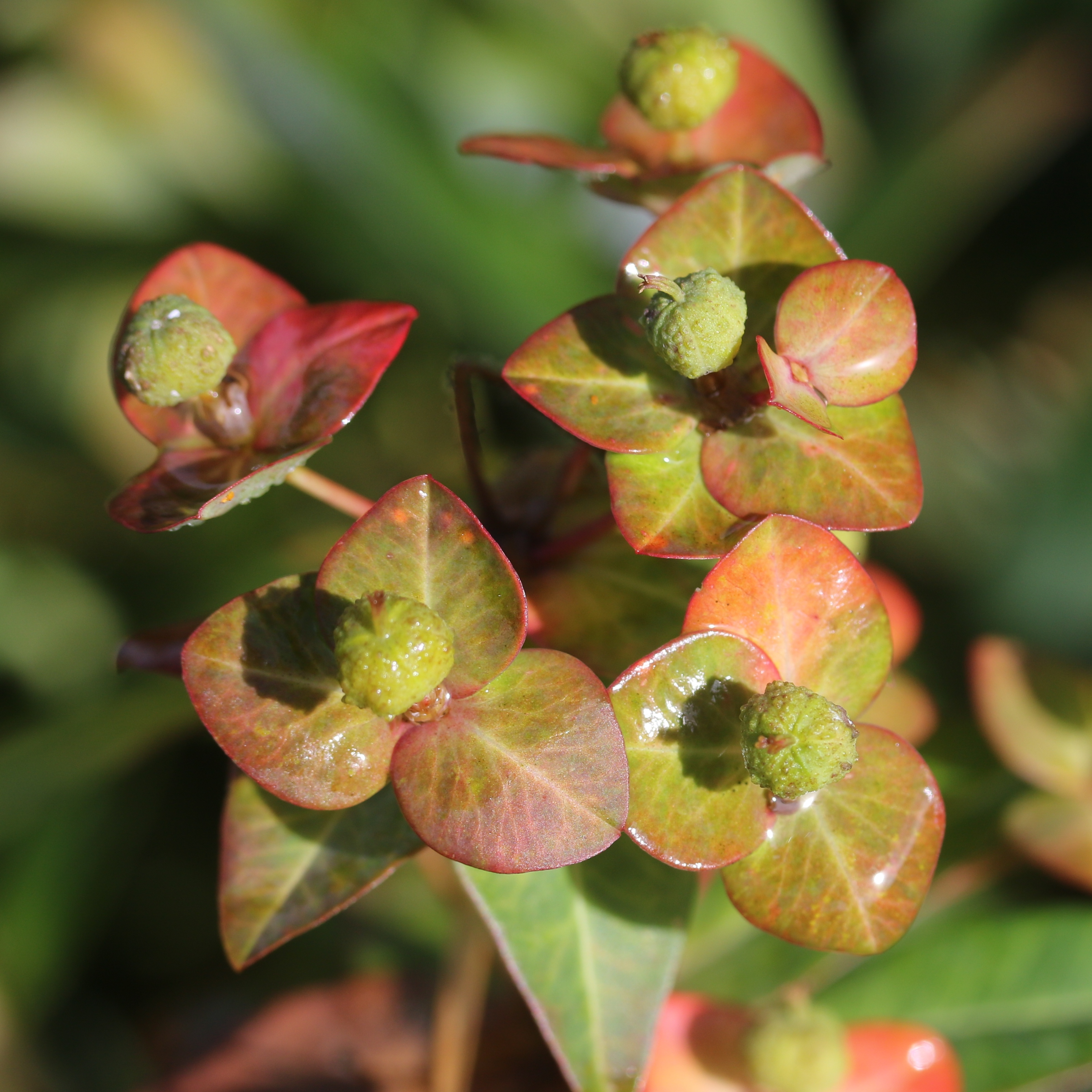
果実

## 分布と生育環境

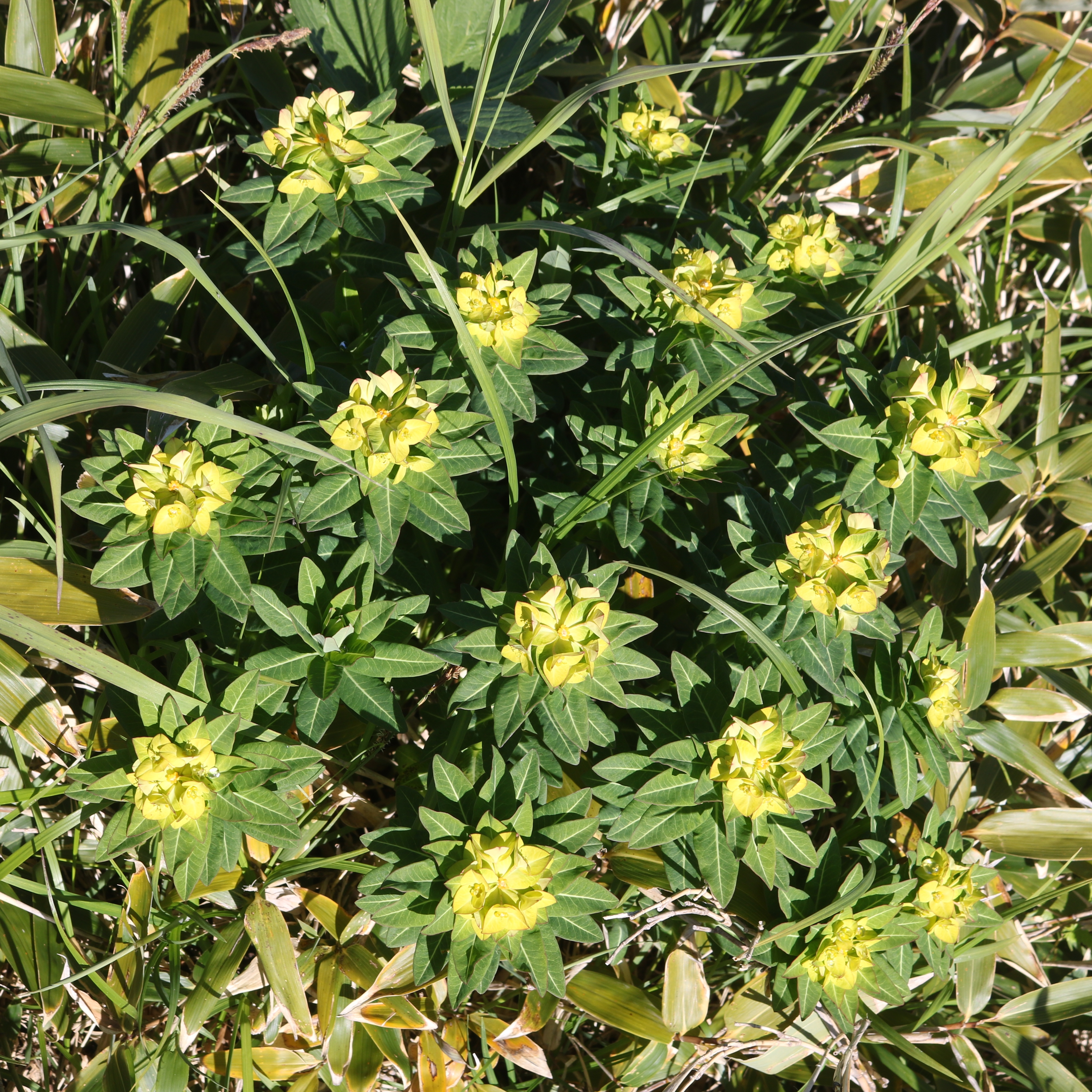
山地から高山帯にかけての開けた草地に生育するハクサンタイゲキ

日本の固有種で、本州（東北地方、関東地方北部から中部地方にかけての日本海側）に分布する。基準標本は、戸隠山のもの。
山地から高山帯にかけての開けた草地に生育する。

## 種の保全状況評価
日本では以下の都道府県で、レッドリストの指定を受けている。
- 絶滅危惧II類 - 新潟県[7]
- 準絶滅危惧 - 秋田県[8]